# Marco Antonio Órdenes Fernández
Marco Antonio Órdenes Fernández (Iquique, 29 ottobre 1964) è un vescovo cattolico cileno, dimesso dallo stato clericale l'11 ottobre 2018.

## Biografia
Monsignor Marco Antonio Órdenes Fernández è nato a Iquique il 29 ottobre 1964. È figlio di Gregorio Órdenes (fondatore della prima confraternita di danza religiosa di Diablada de Chile) e Fresia Fernández. Visse i suoi primi anni nel quartiere dell'ospedale Norte. Nel dicembre del 1964, ha ricevuto il sacramento del battesimo. Nel 1973 ha fatto la sua prima comunione nella città di Arica. Nel 1984 ha ricevuto il sacramento della confermazione dall'allora vescovo di Iquique José Valle Gallardo.

### Formazione e ministero sacerdotale
In giovane età si è trasferito ad Arica, dove ha seguito gran parte della sua istruzione di base, che ha terminato alla scuola "Santa Maria" a Iquique. All'età di dodici anni è tornato nella sua città natale. Ha poi studiato al liceo "Bernardo O'Higgins" (ex liceo maschile) della stessa città.
È poi entrato nell'Università di Tarapaca ad Arica per studiare ostetricia e ginecologia. Ha studiato anche nella facoltà di medicina dell'Università del Cile e ha compiuto il tirocinio nelle città di Melipilla, Pomaire e Santiago del Cile.
Quando si è laureato, è tornato a Iquique per lavorare all'ospedale regionale Ernesto Torres Galdames. È stato in quegli anni che, a partire dall'impatto della figura di papa Giovanni Paolo II e delle persone affette da cancro incontrate nel servizio ginecologico, in particolare le donne con malattia terminale, ha scoperto la sua vocazione religiosa.
Nel 1989 è entrato nel Pontificio Seminario Maggiore di Santiago del Cile, dove ha compiuto gli studi filosofici e teologici.
Il 14 dicembre 1996 è stato ordinato presbitero per la diocesi di Iquique nella cattedrale diocesana da monsignor Enrique Troncoso Troncoso. Lo stesso giorno ha assunto l'ufficio di rettore del Santuario di Nostra Signora del Carmen di La Tirana a Pozo Almonte e di assessore generale per la danza religiosa. Dal 1998 è stato professore e direttore della Scuola di formazione teologica della diocesi. È stato responsabile della formazione della scuola per il diaconato permanente. Ha partecipato ai gruppi di ricerca del Centro di biologia riproduttiva della Pontificia Università Cattolica del Cile ed è stato professore di etica all'Università di Santo Tomás. Nel 2001 è stato nominato segretario per il coordinamento pastorale della diocesi.
Il 17 novembre 2004, dopo il trasferimento del vescovo Juan de la Cruz Barros Madrid, il collegio dei consultori lo ha eletto amministratore diocesano della diocesi di Iquique, posizione che è stata ratificata nel dicembre dello stesso anno dalla Santa Sede.

### Ministero episcopale
Il 23 ottobre 2006, nel primo anniversario della canonizzazione di sant'Alberto Hurtado, papa Benedetto XVI lo ha nominato vescovo di Iquique. Ha ricevuto l'ordinazione episcopale il 18 novembre successivo nel Santuario di Nostra Signora del Carmen di La Tirana a Pozo Almonte dal cardinale Francisco Javier Errázuriz Ossa, arcivescovo metropolita di Santiago del Cile, coconsacranti l'arcivescovo metropolita di Antofagasta Pablo Lizama Riquelme e il vescovo emerito di Rancagua Francisco Javier Prado Aránguiz. Il giorno successivo ha celebrato la sua messa di inizio di ministero nella cattedrale dell'Immacolata Concezione a Iquique.
Nel novembre del 2008 ha compiuto la visita ad limina.
È stato responsabile dell'area ecclesiale della Conferenza episcopale del Cile, che include le commissioni nazionali delle comunità e dei ministeri; della catechesi; dell'ecumenismo e del dialogo interreligioso; della liturgia; della pastorale dei santuari e della pietà popolare; della pastorale rurale; della pastorale dell’animazione biblica; delle missioni e delle opere missionarie pontificie ed episcopali.
Nel suo episcopato ha sostenuto la ricostruzione di cappelle e parrocchie distrutte dal terremoto che ha colpito la regione di Tarapacá nel giugno del 2005.
L'8 ottobre 2012 ha presentato le sue dimissioni dalla carica di vescovo di Iquique, ufficialmente a causa di problemi di salute. Le dimissioni sono state accettate il giorno dopo da papa Benedetto XVI, che ha nominato come amministratore apostolico monsignor Pablo Lizama Riquelme.
Il prelato, pochi giorni prima si era recato in Perù per sottoporsi a cure mediche per problemi al fegato congeniti e ha informato i suoi più stretti collaboratori. Poco tempo dopo, Rodrigo Pino Jelcic, un ex ministrante della cattedrale di Iquique, ha pubblicamente rivelato di essere stato vittima di ripetuti abusi sessuali da parte del presule nella sua giovinezza, oltre ad essere il primo di una serie vittime di abusi sessuali perpetrati dal sacerdote che fino a quel momento erano stati indagati attraverso un vecchio processo giudiziario. Monsignor Fernández ha riconosciuto "un atto imprudente" con il suo accusatore, ma ha detto che il giovane aveva 17 anni e quindi non era minorenne in quel momento. Il suo accusatore aveva però affermato che gli abusi erano iniziati quando aveva 15 anni e che inizialmente erano forzati ma che in seguito sono divenuti amanti. 
Sono quindi state aperte due differenti indagini: la prima di tipo canonico da parte della nunziatura apostolica e la seconda di tipo penale. La prima è stata guidata dal nunzio apostolico Ivo Scapolo, la seconda è stata condotta dal procuratore Raul Arancibia Plaza (che ha indagato anche i crimini del psicopatico di Alto Hospicio nel 2001).
Dopo le dimissioni e le accuse rivoltegli si è trasferito definitivamente in Perù. L'ultima volta che è apparso in pubblico è stato nel giugno del 2013, quando con il permesso della Santa Sede ha presieduto le esequie della madre nel santuario di La Tirana.
Nel mese di ottobre del 2015, il consigliere UDI Felipe Arenas, ha proposto al comune di Iquique, di privarlo del titolo onorifico di "figlio illustre di Iquique" con cui era stato premiato nel novembre del 2006, affermando che era una persona "che è messa in discussione per casi di abusi contro i minori e non affronta la giustizia [...], una macchia per una posizione così importante". Il sindaco ha annunciato che verranno attivati i meccanismi per privarlo definitivamente del titolo. Nonostante le accuse, non è stato possibile dimostrare la sua colpevolezza, perché Rodrigo Pino non si è presentato alle udienze dopo le gravi accuse rivolte contro il prelato. Venerdì 26 gennaio 2018, tutti i processi in materia civile riguardanti le accuse di abuso sessuale si sono conclusi con un’assoluzione. Nonostante questo, l'11 ottobre 2018 papa Francesco lo ha dimesso dallo stato clericale come conseguenza di atti evidenti di abuso di minori.

## Genealogia episcopale
La genealogia episcopale è:
- Cardinale Scipione Rebiba
- Cardinale Giulio Antonio Santori
- Cardinale Girolamo Bernerio, O.P.
- Arcivescovo Galeazzo Sanvitale
- Cardinale Ludovico Ludovisi
- Cardinale Luigi Caetani
- Cardinale Ulderico Carpegna
- Cardinale Paluzzo Paluzzi Altieri degli Albertoni
- Papa Benedetto XIII
- Papa Benedetto XIV
- Papa Clemente XIII
- Cardinale Enrico Benedetto Stuart
- Papa Leone XII
- Cardinale Chiarissimo Falconieri Mellini
- Cardinale Camillo Di Pietro
- Cardinale Mieczysław Halka Ledóchowski
- Cardinale Jan Maurycy Paweł Puzyna de Kosielsko
- Arcivescovo Józef Bilczewski
- Arcivescovo Bolesław Twardowski
- Arcivescovo Eugeniusz Baziak
- Papa Giovanni Paolo II
- Cardinale Francisco Javier Errázuriz Ossa, P. di Schönstatt
- Vescovo Marco Antonio Órdenes Fernández